# Maneki-neko
Maneki-neko (на японски: 招 き 猫 – „привличаща котка“) е често срещана японска фигурка, която често се смята, че носи късмет на собственика. В съвремието те обикновено са изработени от керамика или пластмаса. Фигурката изобразява котка, традиционно порода японски бобтейл (Japanese Bobtail), с повдигната лапа в японски жест за привличане. Фигурките често се показват в магазини, ресторанти, салони с пачинко (игрални зали с механична японска игра), химическо чистене, перални, барове, казина, хотели, нощни клубове и други бизнеси, обикновено близо до входа. Някои maneki-neko са оборудвани с механична лапа, която бавно се движи напред-назад.
Maneki-neko се предлагат в различни цветове и стилове и се различава в степента на детайлност. Общите цветове са бяло, черно и златно. В допълнение към статуите, maneki-neko може да се намери под формата на ключодържатели, касички, освежители за въздух, саксии и много други медии. Maneki-neko понякога се наричат просто „късметлийски котки“.
Фигурките са обект на колекциониране.

## Символика
Maneki-neko може да се намери с вдигната дясна или лява лапа (а понякога и двете). Значението на дясната и лявата повдигната лапа се различава с времето и мястото. Статуята с вдигната лява лапа е да привлече повече клиенти, докато вдигнатата дясна лапа е да получи повече пари. Следователно се казва също, че тази с лява лапа е за бизнес, а дясната е за дома.
Някои maneki-neko разполагат с движещи се ръце, захранвани от батерия или слънце, безкрайно ангажирани в жеста за примамване на късмет.

## Галерия
- Japanese Bobtail – котката първообраз
- Дървена фигурка от периода Едо, 18 век
- „Joruri Machihanka no Zu“ от Hiroshige Utagawa, 1852
- Каменни статуи в синтоисткия храм Imado-jinja в Токио
- Фигурки в храм Готокудзи, Япония
- Касичка за монети